# Bailey et Stark
Bailey et Stark (The Good Guys) est une série télévisée américaine en vingt épisodes de 42 minutes créée par Matt Nix et diffusée entre le 19 mai 2010 et le 10 décembre 2010 sur le réseau Fox et en simultané au Canada sur le réseau Global.
En Belgique, la série est diffusée depuis le 28 juin 2014 sur RTL-TVI. Elle reste néanmoins inédite dans les autres pays francophones.

## Synopsis
Dan Stark et Jack Bailey, deux agents de police travaillant au Texas, ont une génération ou deux qui les séparent. L'un, jeune et plutôt procédurier, et l'autre, plus âgé et davantage impulsif, se retrouvent souvent dans des situations compliquées. Pourtant, ce n'est pas la faute de leur supérieure, Ana Ruiz, qui essaie par tous les moyens de leur donner les enquêtes les plus simples.

## Distribution

### Acteurs principaux
- Colin Hanks (VF : Tony Marot) : Jack Bailey
- Bradley Whitford (VF : Olivier Destrez) : Dan Stark
- Diana-Maria Riva (VF : Marie-Frédérique Habert) : Lieutenant Ana Ruiz
- Jenny Wade (VF : Laura Blanc) : A.D.A. Liz Traynor

### Acteurs récurrents et invités
- Joel Spence : l'inspecteur Hodges (14 épisodes)
- RonReaco Lee (VF : Julien Sibre) : Julius Brown (11 épisodes)
- Angela Sarafyan (VF : Laurence Mongeaud) : Samantha (7 épisodes)
- Gary Cole (VF : Pierre-François Pistorio) : Frank Savage (2 épisodes)
- Joshua Malina : James Guthrie (2 épisodes)
- Kevin Sussman : Skeeter (2 épisodes)
- Charles Baker : Wolf / Cellmate (2 épisodes)
- Clarice Tinsley (en) : Reporter (2 épisodes)
- Michael Shanks : capitaine Shaw (1 épisode)

- Version française
  - Société de doublage : Nice Fellow
  - Direction artistique : Pierre Valmy
  - Adaptation des dialogues : Carsten Toti
  - Enregistrement et mixage : Studio Belleville

## Production
La série de treize épisodes a été commandée en septembre 2009 sous le titre Jack and Dan.
Entre octobre et décembre 2009, les rôles ont été attribués dans cet ordre : Bradley Whitford, Colin Hanks, Diana-Maria Riva et Jenny Wade.
En janvier 2010, le titre est modifié pour Code 58 (le code utilisé par la police de Dallas pour une investigation de routine), devenu en février The Five Eight pour adopter le titre The Good Guys en mars 2010. En mai 2010, sept épisodes supplémentaires ont été commandés. Fox cesse la diffusion le 2 août 2010 après neuf épisodes pour résumer le 24 septembre 2010 jusqu'au 10 décembre 2010. Cinq jours plus tard, la série est annulée.

## Épisodes
1. Délit mineur (Pilot)
2. Les Réverbères cassés (Bait & Switch)
3. Contagion express (Broken Door Theory)
4. Le Tueur de chiens (The Dim Knight)
5. Au rattrapage (3,52 $)
6. Pièce à conviction (Small Rooms)
7. Braquage à la teinturerie (Hunches & Heists)
8. Dan et Sylvio (Silvio's Way)
9. Le Cœur brisé (Don't Tase Me, Bro)
10. Sasha (Vacation)
11. Le Voleur informatique (Common Enemies)
12. Les Usurpateurs (Little Things)
13. La Folle Cavale (Dan on the Run)
14. Mon oncle, cet escroc (Old Dogs)
15. La Tueuse (The Whistleblower)
16. Un pied dans la tombe (Silence of the Dan)
17. Le Tagueur acrobate (The Getaway)
18. Les Superflics (Supercops)
19. Le Voleur volé (Cop Killer)
20. Le Resquilleur (Partners)